# Villemaur-sur-Vanne
Villemaur-sur-Vanne est une commune déléguée d'Aix-Villemaur-Pâlis et une ancienne commune française, située dans le département de l'Aube en région Grand Est.
Elle fusionne le 1er janvier 2016 avec les communes d'Aix-en-Othe et de Palis pour former la commune nouvelle d'Aix-Villemaur-Pâlis.

## Toponymie
Son précédent nom datant du XVIIe siècle s'écrivait VilleMort.
Ville : de l'ancien français ville dans son sens originel de « domaine rural » issu du latin villa rustica.
Des auteurs se piquant de toponymie pensent que la terminaison en "-maur" signifie fonds marécageux (Du vieux norrois maurr). De fait, les villages de Vaumort (Yonne) et l'habitant de Fossemor (à Theil - Yonne) donnent du crédit à l'hypothèse.
La Vanne est une rivière traversant la commune qui donne son nom à l'aqueduc de la Vanne desservant Paris.

## Histoire
Villemaur-sur-Vanne est une petite commune bâtie sur un ancien cimetière. Au Moyen Âge, une fosse commune était située à l'entrée du village afin de dissuader les fourbes d'y pénétrer. (Source : Archives communales de Villemaur-sur-Vanne)

### Moyen Âge: la seigneurie indépendante
Villemaur-sur-Vanne est situé sur la voie romaine de Sens à Troyes sur la Table de Peutinger.
Durant tout le XIIe siècle, le village est le siège d'une seigneurie qui dispose d'un certain relief. Un chemin conduit directement à Joigny, comté qui intègre la vassalité du comté de Troyes dès l'année 1100. Ce chemin passe par Coulours où les Templiers (un ordre champenois à l'origine) installent leur première commanderie, et par Rigny-le-Ferron, où les vicomtes de Joigny installent le siège de leur vaste seigneurie.
La famille de Villemaur possède la seigneurie durant tout le XIIe siècle. Son autorité est néanmoins cantonnée par d'autres seigneurs des environs : les Trainel à Pouy et Villeneuve-l'Archevêque; les de Mauny à Bagneaux, vassaux des Trainel; les vicomtes de Joigny à Rigny-le-Ferron ; l'évêque de Troyes à Aix-en-Othe; le sire de Marigny (cadet de la famille de Trainel) au Nord. La seigneurie, sous la suzeraineté du comté de Troyes, se fond dans le comté de Champagne à partir des années 1160.
Le premier titulaire connu est Manassès. En épousant Ermensent, veuve d'un vicomte de Sens, il portera courtement le titre vicomtal (de Sens) en 1103. Il vit en 1125 et est peut-être décédé avant 1127. Il semble être le frère d'un Hilduin de Marolles (-sur-Seine ?). Son fils puîné Manassès sera chanoine de Sens (1164) et archidiacre de Troyes (1131), mettant à profit la paix retrouvée après 1152 entre le domaine royal et la Champagne pour faire une carrière à cheval sur la frontière. Son fils aîné Eudes de Villemaur décède avant 1154. Sa veuve Hélie se remarie à Guillaume Le Roi, maréchal de Champagne (1158).
Les seigneurs disposent d'un château à Villemaur. Deux familles de chevaliers sont vouées à sa garde : les le Louche et les le Chasseur. Une collégiale dotée de chanoines démontre la volonté de prestige de la famille.
À la fin du XIIe siècle, le lignage disparaît à la quatrième génération.

### Moyen Âge: le domaine comtal
La seigneurie entre dans le domaine comtal champenois vers 1195. Le comte choisit d'ériger Villemaur au rang de châtellenie. On lui rattache ainsi des fiefs dont les titulaires n'ont plus à se rendre à Troyes pour accomplir leur devoir féodal. De cette petite châtellenie dépendra la seigneurie de Marigny (propriété d'une branche de la famille de Traînel) ; et le fief de la Mothe, à la sortie Nord de Rigny-le-Ferron. Un prévôt comtal succède au prévôt seigneurial.

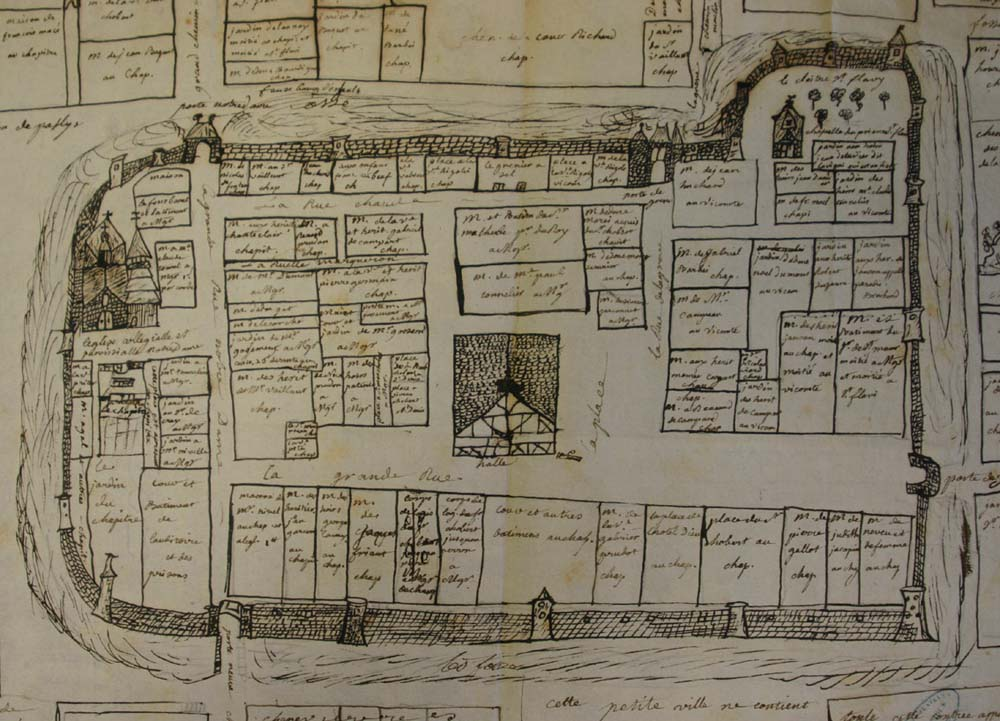
Villemaur, un village fortifié.

### Moyen Âge: une héritière désintéressée
À la fin du XIIIe siècle le comté de Champagne passe à la Couronne de France par le mariage en 1284 de la comtesse Jeanne avec Philippe IV le Bel. En 1316, leur fils aîné le Roi Louis X le Hutin décède, rapidement suivi dans la tombe par son fils posthume Jean Ier.
Sa fille, Jeanne de France, est dépossédée de la couronne de France et de ses droits en Champagne-Brie par son oncle Philippe de Poitiers (Philippe V) : son tuteur et oncle, le duc de Bourgogne, puis son mari Philippe d'Evreux, lui font ménager par plusieurs traités passés avec Philippe V, Charles IV et Philippe VI, un dédommagement financier sous forme de rentes et assignations. À cette occasion, on découvre l'existence de forges, sans doute alimentées en combustible et en minerai par la forêt d'Othe voisine.
L'assiette de ce dédommagement successoral est arrêtée en 1328. Jeanne de France reçoit la châtellenie de Villemaure, et celles de Chaource, d'Isle (-Aumont) et de Payns. Elle résulte du travail conjoint du bailli de Troyes et du doyen de la cathédrale de Troyes, missionnés par Philippe VI. Devant l'insuffisance de l'assiette de la seule châtellenie de Villemaure, les autorités parisiennes ont donné l'autorisation de ponctionner les trois autres châtellenies. L'assiette de la seule châtellenie de Villemaure est vaste. Elle s'étend alors de Vauluisant, Les Sièges et Coulours jusqu'à Fontvannes, Messon, Sormery, Vauchassis. Il est de ce fait assuré que la châtellenie de 1328 dépasse largement la seigneurie indépendante dans ses éléments relevés au XIIe siècle. Par ailleurs, les experts chargés localement d'estimer le revenu des différents éléments constitutifs insistent pesamment sur le fait que la valeur du fermage de la prévôté est montée excessivement et que les derniers prévôts-fermiers "en ont été de leur poche". Cette difficulté économique un peu antérieure à 1328 est aussi relevée dans les autres châtellenies incluses dans l'assiette. Les estimateurs ont refusé d'assigner une valeur au revenu tiré des châteaux comtaux de la quasi-totalité de l'assiette (sauf Payns). Ils ont donc été cédés à Jeanne de France pour une valeur nulle. La charte originale de l'assiette se trouvait à la Chambre des Comptes de Paris et brûla avec elle en 1737. Par chance une copie avait été opérée un demi-siècle auparavant.
Aux XVe – XVIe siècles, Villemaur forme avec Isle, Chaource, Maraye, Payns, un groupe de châtellenies constituant un ensemble féodal aux mains des ducs de Bourgogne, notamment la duchesse Marguerite, puis leurs descendants comtes ou ducs de Nevers (voir l'origine de ce fief aux articles Chaource et Isles).
Villemaure accueillait plusieurs administrations royales, dont un grenier à sel et un siège particulier d'élection.
Aux XVIIe – XVIIIe siècles, Villemaur forme avec Saint-Liébault le duché de Villemaur érigé pour le chancelier Séguier, puis le duché d'Estissac pour les descendants du chancelier membres de la famille de La Rochefoucauld-d'Estissac. Cette dernière famille a conservé des documents sur Villemaure depuis le XVIe siècle.

## Politique et administration

### Liste des maires
| Période                                  | Période       | Identité          | Étiquette | Qualité     |
| ---------------------------------------- | ------------- | ----------------- | --------- | ----------- |
| Les données manquantes sont à compléter. |               |                   |           |             |
| avant 1995                               | ?             | M. Max Broquet    | DVD       |             |
| mars 2001                                | 2008          | M. Gérard Caillat |           |             |
| mars 2008                                | décembre 2016 | M. Philippe Prot  | DVD       | Agriculteur |

## Population et société

### Démographie
L'évolution du nombre d'habitants est connue à travers les recensements de la population effectués dans la commune depuis 1793. À partir du 1er janvier 2009, les populations légales des communes sont publiées annuellement dans le cadre d'un recensement qui repose désormais sur une collecte d'information annuelle, concernant successivement tous les territoires communaux au cours d'une période de cinq ans. 
Pour les communes de moins de 10 000 habitants, une enquête de recensement portant sur toute la population est réalisée tous les cinq ans, les populations légales des années intermédiaires étant quant à elles estimées par interpolation ou extrapolation. Pour la commune, le premier recensement exhaustif entrant dans le cadre du nouveau dispositif a été réalisé en 2008,.
En 2013, la commune comptait 502 habitants, en évolution de +2,45 % par rapport à 2008 (Aube : +1,58 %, France hors Mayotte : +2,49 %).
| 1793 | 1800 | 1806 | 1821 | 1831 | 1836 | 1841 | 1846 | 1851 |
| ---- | ---- | ---- | ---- | ---- | ---- | ---- | ---- | ---- |
| 511  | 526  | 537  | 538  | 651  | 709  | 801  | 786  | 843  |

| 1856 | 1861 | 1866 | 1872 | 1876 | 1881 | 1886 | 1891 | 1896 |
| ---- | ---- | ---- | ---- | ---- | ---- | ---- | ---- | ---- |
| 867  | 877  | 939  | 912  | 967  | 927  | 868  | 864  | 797  |

| 1901 | 1906 | 1911 | 1921 | 1926 | 1931 | 1936 | 1946 | 1954 |
| ---- | ---- | ---- | ---- | ---- | ---- | ---- | ---- | ---- |
| 720  | 669  | 649  | 586  | 593  | 614  | 616  | 530  | 548  |

| 1962 | 1968 | 1975 | 1982 | 1990 | 1999 | 2008 | 2013 | - |
| ---- | ---- | ---- | ---- | ---- | ---- | ---- | ---- | - |
| 506  | 488  | 442  | 384  | 381  | 424  | 490  | 502  | - |

## Culture locale et patrimoine

### Lieux et monuments
Villemaur-sur-Vanne compte trois édifices protégés comme monuments historiques :
- La collégiale de l'Assomption (ou Notre-Dame)[12] : église remarquable avec jubé en bois sculpté exceptionnel daté de 1521 et attribué aux frères Thomas et Jacques Guyon[13].
- La Pierre aux dix doigts (classée au titre des monuments historiques)[14] et la Pierre des Ecomines sont deux polissoirs datés du Néolithique. Un troisième polissoir signalé au XIXe siècle est disparu.
- Un pont du XVIIe siècle sur la Vanne[15].

### Personnalités liées à la commune
- Famille de Villemor. Cette famille de la bourgeoisie troyenne, connue depuis le début du XVIe siècle, s'élève socialement pour s'agréger à la noblesse sous Louis XIII.
- Paul-Eugène-Victor Bacquet (1848-1901)

### Héraldique
| Blason | Blasonnement : D’argent aux trois têtes de Maure de sable tortillées d’argent. |